# Stayin Out All Night
Stayin Out All Night é uma canção do rapper estadunidense Wiz Khalifa lançada como quarto single para seu quinto álbum de estúdio Blacc Hollywood.A faixa foi lançada em 29 de Julho de 2014 pelas gravadoras Rostrum Records e Atlantic Records. O single foi produzido por Dr. Luke.

## Desempenho nas paradas
| Paradas (2014)                                  | Melhor posição |
| ----------------------------------------------- | -------------- |
| Alemanha (Deutsche Black Charts)                | 25             |
| Estados Unidos (Bubbling Under Hot 100 Singles) | 25             |
| Estados Unidos (Billboard R&B/Hip-Hop Songs)    | 39             |